# William Orbit
William Orbit, właśc. William Mark Wainwright (ur. 1956) – brytyjski kompozytor, aranżer i producent muzyczny.

## Życiorys
W 1979 Orbit z przyjaciółką Laurie Mayer i Grantem Gilbertem założyli grupę Torch Song. Zasłynął dopiero w 1996 albumem Pieces in a Modern Style, na którym to zamieścił swoje elektroniczne wersje utworów m.in. Georga Friedricha Händla, Antonia Vivaldiego, Henryka Mikołaja Góreckiego i Ludwiga van Beethovena. Najbardziej rozpowszechnionym w mediach utworem z tejże płyty jest zremiksowany przez Ferry’ego Corstena cover utworu Samuela Barbera „Adagio for Strings”. Utwór ten w późniejszym czasie wykorzystał również w swej twórczości DJ Tiësto. William Ørbit znany jest również z wyprodukowanego w 1998 albumu Madonny Ray of Light. Współpracował z artystami takimi jak Blur, Melanie C. Beth Orton, All Saints czy Pink. W 2014 podjął współpracę z brytyjskim zespołem Queen przy produkcji kompilacyjnego albumu, Queen Forever, wydanego po śmierci frontmana grupy, Freddiego Mercury’ego.